# Bisdom Arecibo
Het bisdom Arecibo (Latijn: Dioecesis Arecibensis) is een rooms-katholiek bisdom met als zetel Arecibo, in Puerto Rico. Het bisdom is suffragaan aan het aartsbisdom San Juan de Puerto Rico. 

## Geschiedenis
Het bisdom werd opgericht op 30 april 1960, uit delen van het bisdom Ponce en het nieuw verheven aartsbisdom San Juan de Puerto Rico. 
In 2018 werd het bisdom, samen met alle Katholieke bisdommen in Puerto Rico, failliet verklaard. Het aartsbisdom San Juan de Puerto Rico had het failliet aangevraagd omdat het de pensioenen van leraren niet meer kon uitkeren. Een rechter had eerder reeds besloten dat alle bisdommen samen een enkele entiteit vormden. Door failliet aan te vragen werden de bezittingen van de kerk beschermd voor een reorganisatie.
In 2022 werd bisschop Daniel Fernández Torres uit zijn functie gezet door paus Franciscus. De bisschop had een verklaring over COVID-19-vaccinaties uitgebracht die in strijd was met een verklaring hierover van de Congregatie voor de Geloofsleer. Hij weigerde hiernaast om seminarie studenten uit zijn bisdom te verplaatsen naar een nieuw seminarie.

## Parochies
Het bisdom had in 2022 een oppervlakte van 2.157 km2 en telde 547.406 inwoners waarvan 56,0% rooms-katholiek was.

## Bisschoppen
- Alfredo José Isaac Cecilio Francesco Méndez-Gonzalez (23 juli 1960 - 21 januari 1974)
- Miguel Rodriguez Rodriguez (21 januari 1974 - 20 maart 1990)
- Iñaki Mallona Txertudi (14 december 1991 - 24 september 2010)
- Daniel Fernández Torres (24 september 2010 - 9 maart 2022)
  - Álvaro Corrada del Río (apostolisch administrator: 9 maart 2022 - 17 oktober 2022)
- Alberto Arturo Figueroa Morales (14 september 2022 - heden)

## Galerij van afbeeldingen

Wapen van het bisdom